# Frigiliana
Frigiliana település Spanyolországban, Málaga tartományban. Frigiliana Cómpeta, Nerja és Torrox községekkel határos. Lakosainak száma 3310 fő (2024).

## Népesség
A település népessége az elmúlt években az alábbi módon változott:
| Lakosok száma | 2182 | 2451 | 2834 | 3071 | 3360 | 3093 | 3066 | 3009 | 3282 | 3310 |
|               | 2001 | 2004 | 2007 | 2009 | 2012 | 2014 | 2017 | 2019 | 2022 | 2024 |